# OS X Yosemite
OS X 10.10 Yosemite (dall'omonimo parco californiano) è l'undicesima versione del sistema operativo macOS sviluppato dalla Apple Inc..
Come spiegato da Craig Federighi durante la presentazione, il nome Yosemite si ispira al nome del famoso parco nazionale statunitense.
Yosemite è stato presentato il 2 giugno 2014 alla WWDC a San Francisco, insieme ad iOS 8, e reso disponibile al download per gli sviluppatori nella giornata stessa. È stato reso disponibile gratuitamente per il mercato consumer a partire dal 16 ottobre dello stesso anno.
Adotta una nuova interfaccia grafica "flat" ispirata a quella adottata da iOS 7 e successivi, migliora l'integrazione con iOS attraverso nuove funzioni e presenta diverse altre migliorie, come quelle al Finder, a Spotlight, al Centro notifiche a Messaggi, a Safari e a Mail. In più, introduce le funzioni Handoff, iCloud Drive e Continuity per la connessione istantanea tra tutti i dispositivi Apple.

## Novità

### Design
Viene introdotto un design ispirato ad iOS 7 e completamente rinnovato rispetto alle versioni precedenti, con l'aggiunta di trasparenze in tutte le interfacce, il cambio di carattere per le scritte, l'aspetto "flat" del dock e dei menu, le nuove icone e colori più brillanti. Le barre vengono stilizzate, semplificate e rese trasparenti al contenuto sottostante; il comando per A tutto schermo è integrato nel semaforo (messo al posto del pulsante Adatta allo schermo).
Adesso, la vecchia funzione che aveva il pulsante verde del semaforo, la si ottiene cliccando due volte sulla barra superiore delle finestre.
Al centro notifiche, che si apre scorrendo con due dita dal bordo del trackpad, viene aggiunto il pannello "Oggi", anche questo traslato da iOS 8. È possibile visualizzare il meteo e il calendario, oltre che espanderne le funzionalità con i widget.
Anche Spotlight è stato del tutto rinnovato. La funzione di ricerca integrata, che appare ora con un campo di ricerca al centro dello schermo, oltre a permettere la ricerca di file contatti, calendari, posta, ecc. aggiunge anche informazioni tratte da internet, contenuti dell'iTunes Store, locali da Mappe, ricerche su Wikipedia e Bing e news.

### App
Safari presenta un look completamente nuovo e più minimale, con una barra semplificata e il campo di ricerca unificato (che ricerca su Wikipedia, nei preferiti, nella cronologia, su Google, Bing e Yahoo o sul nuovo DuckDuckGo. La Home di default è l'elenco dei preferiti o Top Sites. È presente una nuova barra laterale con i preferiti, l'elenco lettura e i link condivisi. Inoltre, il nuovo motore JavaScript Nitro, rende ancora più veloce caricare pagine web.
Mail introduce MailDrop, una funzione che permette di inviare allegati di grosse dimensioni senza scontrarsi con i limiti della mail del ricevente: l'allegato, fino ad una dimensione di 5 GB, può infatti essere caricato automaticamente su iCloud e scaricato tramite un link dal ricevente. A questo si aggiunge la possibilità di modificare e firmare le immagini e i PDF direttamente dalla finestra di composizione del messaggio.
Messaggi si aggiorna per includere tutte le novità di iOS 8, come i messaggi vocali, la condivisione della posizione e delle immagini e le nuove conversazioni di gruppo.
Il Finder, oltre alla grafica rinnovata, include iCloud Drive, una cartella sincronizzata su tutti i dispositivi Apple che consente di accedere a tutti i propri file su Mac, iPhone, iPad e anche PC. AirDrop permette di inviare file non solo ai Mac nelle vicinanze, ma ora anche ai dispositivi iOS con Bluetooth e Wi-Fi attivi.
A partire da inizio 2015, iPhoto è stato rimpiazzato da una nuova app per le immagini e i video, chiamata semplicemente Foto, che ricalca le funzioni dell'omonima app di iOS e la quale è sempre sincronizzata via iCloud.

### Continuity
Continuity consiste in un sistema di comunicazione ed integrazione molto avanzato nel funzionamento tra Mac e iOS. Si compone di Handoff, Instant Hotspot e Telefonia.
Handoff permette di passare il lavoro che si sta facendo su un Mac automaticamente al dispositivo iOS più vicino e viceversa. Permette quindi di iniziare una mail sul Mac e di finirla su iPhone (o viceversa) senza nessuna complicazione, semplicemente tramite un'icona nella Lockscreen di iOS o nel Dock del Mac. Affinché funzioni, è sufficiente che entrambi i dispositivi si trovino vicini e che abbiano il Bluetooth attivo.
Continuity permette anche di ricevere telefonate ed SMS direttamente sul Mac e sull'iPad, usandoli come altoparlanti. Quando iPhone è collegato alla medesima rete Wi-Fi, invierà le chiamate e gli SMS convenzionali a tutti i Mac e iPad.
Infine, se si è lontani da una rete Wi-Fi, iPhone automaticamente creerà un hot spot per il proprio Mac e questo vi si collegherà automaticamente, senza nessuna configurazione da parte dell'utente.

## Versioni
| Build   | Data di distribuzione | Descrizione                         |
| ------- | --------------------- | ----------------------------------- |
| 14A238x | 2 giugno 2014         | Developer Preview 1                 |
| 14A261i | 17 giugno 2014        | Developer Preview 2                 |
| 14A283o | 7 luglio 2014         | Developer Preview 3                 |
| 14A298i | 21 luglio 2014        | Developer Preview 4                 |
| 14A299l | 24 luglio 2014        | Public Beta 1                       |
| 14A314h | 4 agosto 2014         | Developer Preview 5                 |
| 14A329f | 18 agosto 2014        | Developer Preview 6                 |
| 14A329r | 21 agosto 2014        | Public Beta 2                       |
| 14A343f | 2 settembre 2014      | Developer Preview 7                 |
| 14A361c | 15 settembre 2014     | Developer Preview 8                 |
| 14A361p | 15 settembre 2014     | Public Beta 3                       |
| 14A379a | 30 settembre 2014     | GM Candidate 1.0                    |
| 14A379b | 30 settembre 2014     | Public Beta 4                       |
| 14A386a | 7 ottobre 2014        | GM Candidate 2.0                    |
| 14A386b | 7 ottobre 2014        | Public Beta 5                       |
| 14A388a | 9 ottobre 2014        | GM Candidate 3.0                    |
| 14A388b | 13 ottobre 2014       | Public Beta 6                       |
| 14A389  | 16 ottobre 2014       | Release definitiva su Mac App Store |
| 14B25   | 17 novembre 2014      | 10.10.1                             |
| 14C109  | 27 gennaio 2015       | 10.10.2                             |
| 14D131  | 8 aprile 2015         | 10.10.3                             |
| 14E46   | 30 giugno 2015        | 10.10.4                             |
| 14F27   | 13 agosto 2015        | 10.10.5                             |

## Requisiti minimi di sistema
| Memoria (RAM)                | 2 GB            |
| Spazio libero su disco fisso | 8 GB            |
| Bluetooth                    | 4.0 Low Energy  |
| Sistema operativo            | Mac OS X 10.6.8 |

### Dispositivi supportati
- iMac (Metà 2007 e successivi)
- MacBook (13″ Alluminio, Late 2008), (13 pollici, inizio 2009 e successivi)
- MacBook Pro (13 pollici, metà 2009 e successivi), (15 pollici, Metà\Fine 2007 e successivi)
- MacBook Air (fine 2008 e successivi)
- Mac mini (inizio 2009 e successivi)
- Mac Pro (inizio 2008 e successivi)
- Xserve (inizio 2009)